# La scheggia
La scheggia (in russo Щепка?, Ščepka) è un racconto del 1923 di Vladimir Zazubrin.

## Storia editoriale
Nell'ottobre del 1923 Zazubrin divenne segretario di redazione di Luci siberiane (in russo Сибирские огни?, Sibirskie ogni). Tentò di pubblicare il racconto La scheggia, ma la censura glielo impedì. Seguendo le dritte dei censori, l'autore continuò a rielaborare il suo racconto e cercò di pubblicarlo su Il novale rosso (in russo Красная новь?, Krasnaja Nov’), allora diretto da Aleksandr Voronskij, ma anche questo tentativo fallì. Il testo de La scheggia fu ritrovato anni dopo da una studiosa nella Biblioteca di Stato russa e fu pubblicato nel 1989 su due riviste sovietiche, tra le quali Luci siberiane.

## Trama
Andrej Pavlovič Srubov è un čekista che sovrintende alla fucilazione di controrivoluzionari, presunti o tali, durante il periodo del Terrore rosso.  Le azioni di Srubov e dei suoi colleghi avvengono in modo meccanico: i prigionieri, dopo essere stati giudicati colpevoli, vengono condotti a gruppi di cinque in un seminterrato, fatti spogliare, messi contro il muro ed uccisi con un colpo di arma da fuoco alla nuca; i loro cadaveri vengono poi trascinati via, caricati su un camion e allontanati per non lasciare alcuna traccia. I čekisti, e in particolare Srubov, sono consapevoli di essere il braccio armato, organizzato e necessario della rivoluzione, personificata in una donna spietata.
Un giorno, Isaak Katz, compagno di scuola di Andrej, firma la condanna del padre di Srubov. Andrej, fermo nelle sue convinzioni, fedele alla causa rivoluzionaria e apparentemente inscalfibile, pian piano comincia a cambiare: inizia a bere, non dorme per settimane intere e viene tormentato dai fantasmi delle sue vittime. Srubov viene ricoverato in una clinica per malati di mente e congedato per due mesi. Infine, rimosso dall'incarico di predgubčeka (presidente della Čeka provinciale), viene sottoposto a un interrogatorio da Katz.

## Opere derivate
Dal racconto è stato tratto il film Čekist (Чекист) di Aleksandr Rogožkin (1992).

## Edizioni
- Vladimir Zazubrin, La scheggia, collana Piccola Biblioteca, traduzione di Serena Vitale, Adelphi, 1990, ISBN 9788845907548, OCLC 1045899575.